# Municipio de Mountainburg
El municipio de Mountainburg (en inglés: Mountainburg Township) es un municipio ubicado en el condado de Crawford en el estado estadounidense de Arkansas. En el año 2010 tenía una población de 1998 habitantes y una densidad poblacional de 29,67 personas por km².

## Geografía
El municipio de Mountainburg se encuentra ubicado en las coordenadas 35°37′16″N 94°11′20″O / 35.62111, -94.18889. Según la Oficina del Censo de los Estados Unidos, el municipio tiene una superficie total de 67.34 km², de la cual 67,34 km² corresponden a tierra firme y (0 %) 0 km² es agua.

## Demografía
Según el censo de 2010, había 1998 personas residiendo en el municipio de Mountainburg. La densidad de población era de 29,67 hab./km². De los 1998 habitantes, el municipio de Mountainburg estaba compuesto por el 94,34 % blancos, el 0,25 % eran afroamericanos, el 3,6 % eran amerindios, el 0,05 % eran asiáticos y el 1,75 % eran de una mezcla de razas. Del total de la población el 1,1 % eran hispanos o latinos de cualquier raza.